# Park Jana Pawła II w Lublinie
Park Jana Pawła II – park miejski w Lublinie zlokalizowany w suchej dolinie lessowej na Czubach Południowych, stworzony w latach 2007–2011.

## Historia
Do lat 80. XX wieku dolinę zajmowały pola uprawne. W 1987 zorganizowano tam sektory dla wiernych uczestniczących we mszy odprawianej przez Jana Pawła II. Po tym wydarzeniu zaproponowano stworzenie parku, który zapobiegłby zabudowie i degradacji terenu. 2002 uchwalono miejscowy plan zagospodarowania przestrzennego, w którym przeznaczono obszar doliny na tereny zielone. 
Z okazji 25-lecia pontyfikatu papieża Polaka powrócono do pomysłu zorganizowania parku. Budowa rozpoczęła się w 2007. W 2011 Rada Miasta nadała parkowi nazwę Jana Pawła II. Pochodzenie nazwy upamiętnia aranżacja: placyk, kamień i murek z cytatem z Karola Wojtyły. 
W 2014 Lublin został wyróżniony za projekt parku w konkursie „Zielone Miasta – w stronę przyszłości!” w kategorii „Zieleń w mieście”. Konkurs ten został zorganizowany przez Ministerstwo Środowiska pod patronatem Unii Europejskiej. 

## Geografia
Dolina, w której zorganizowano park, ma układ równoleżnikowy. Biegnie od wysokości ul. Orkana do ul. Nadbystrzyckiej, wzdłuż osiedli Górki, Widok, Poręba i Łęgi. Jej długość wynosi 3 km. Sam park zajmuje 22 ha.
Park został zaprojektowany tak, by zachować naturalną rzeźbę terenu. Nie przekształcano zboczy dolin, jedynie punktowo, w miejscach elementów zagospodarowania, zastosowano mikroniwelację. Na terenie parku znajdują się drogi rowerowe, place zabaw, ścianka wspinaczkowa, boiska, korty tenisowe i mini amfiteatr. Na wysokości szkoły podstawowej wzniesiono drewnianą kładkę łączącą teren przy szkole z częścią osiedla Widok.